# Daite Hold On Me!
Singles de Morning Musume
Summer Night Town
(1998) Memory Seishun no Hikari
(1999)
Daite Hold on Me! (抱いてHOLD ON ME!) est le 3e single du groupe féminin de J-pop Morning Musume, sorti le 9 septembre 1998 au Japon sur le label zetima.

## Présentation
Le single sort d'abord au format mini-CD (8 cm), écrit et produit par Tsunku. C'est le premier disque du groupe à atteindre la 1re place du classement Oricon, et il reste classé pendant 18 semaines, pour un total de 497 120 exemplaires vendus ; il restera son huitième single le plus vendu.
La chanson-titre figurera sur le deuxième album du groupe, Second Morning de 2009. Une version remixée de la chanson, Daite Hold on Me! ~Sexy Long Version~, sert de thème au premier film du groupe, Morning Cop - Daite Hold On Me!, et figure sur le mini-album de sa bande originale homonyme qui sort le même mois que le single.
Le single Daite Hold On Me! est ré-édité fin 2004 au format maxi-CD (12 cm) avec la version supplémentaire de la chanson-titre de la bande originale, pour faire partie du coffret Early Single Box contenant les ré-éditions des huit premiers singles du groupe. Ces huit singles au format 12 cm sont ensuite re-sortis à l'unité le 2 mars 2005.

## Formation
Membres du groupe créditées sur le single :
1e génération : Yuko Nakazawa, Aya Ishiguro, Kaori Iida, Natsumi Abe, Asuka Fukuda 

2e génération : Kei Yasuda, Mari Yaguchi, Sayaka Ichii

## Titres du CD
Édition 8 cm de 1998
1. Daite Hold on Me! (抱いてHOLD ON ME!?) – 4:26
2. Tatoeba (例えば?) – 4:07
3. Daite Hold on Me! (Instrumental) (抱いてHOLD ON ME!...?) – 4:22

Édition 12 cm de 2005
1. Daite Hold on Me! (抱いてHOLD ON ME!?) – 4:26
2. Tatoeba (例えば?) – 4:07
3. Daite Hold on Me! (Instrumental) (抱いてHOLD ON ME!...?) – 4:22
4. Daite Hold on Me! (Morning Cop Version) (抱いてHOLD ON ME!) (｢モーニング刑事｣Version?) - 04:21